# Cadorago
Cadorago (Caduraach in dialetto comasco, AFI /kaduˈraːk/) è un comune italiano di 8 015 abitanti della provincia di Como in Lombardia.

## Geografia fisica
Il territorio comunale è ancora in parte agricolo, nonostante la forte urbanizzazione degli ultimi decenni. È attraversato dal Lura, torrente lungo circa 55 km che sfocia nel lago di Como.

## Origini del nome
La tradizione popolare vuole che venga da Cà del Drago, un'antica locanda; un'altra teoria lo immagina come nome (Caturacius) di una colonia di Romani, tali Caterii. In realtà gli studi più recenti ne mostrano l'origine celtica, come per molti paesi circostanti: kathorāk-on (= luogo/villaggio "della fortificazione").

## Storia
In Cadorago sono stati rinvenuti reperti pre-romani.
Nel Medioevo il paese non ebbe una parte attiva nella dura guerra tra Como e Milano e si trovava ai limiti orientali del contado del Seprio.
Infeudato ai Clerici, Cadorago fece poi parte della pieve di Fino e passò in mano ai vescovi di Como.
Otto, cappellano di Cadorago, è citato nei registri del periodo 1295 - 1298 denominati Liber receptionis decime nuper concesse pro negocio regni Sicilie conservati presso l'Archivio apostolico vaticano, per non aver pagato le decime a Bonifacio VIII, come finanziamento delle guerre papali di allora: "Presbiter Otto capellanus ecclesie de Cadorago se escusavit".
Gli annessi agli Statuti di Como del 1335 riportano il "comune loci de Cadorago", il "comune loci de Castellino" e il "comune loci de Burgariburgallo" tra i comuni appartenenti alla pieve di Fino.
Bulgorello sembra avere origini più antiche. Secondo gli eruditi, fu fondato insieme con il vicino Bulgarograsso dai Bulgari, come dice Paolo Giovio in Historiae Patriae. Secondo Paolo Diacono, infatti, i barbari quando fondavano villaggi, davano loro i propri nomi. Il paese è testimoniato come Bulgariburgallo, Bulgharo, poi Bulgarello e Bulgorello.
Caslino, poi diventato "al Piano", forse deriva dal vocabolo "castello" e fu sede di importante monastero. Nel 1751, Caslino comprendeva già il cassinaggio di Marcorate.
Dal XIV secolo Cadorago è stato parte del Ducato di Milano seguendone le vicende storiche fino all'epoca napoleonica.
Nel 1592 il vescovo Feliciano Ninguarda, in una visita pastorale, rileva a Cadorago 72 famiglie composte da 300 anime, di cui 200 "da comunione". Riprende inoltre il cappellano perché le sepolture in Chiesa non sono tenute a norma, e "foetent".
Un decreto di riorganizzazione amministrativa del Regno d'Italia napoleonico datato 1807 sancì l'aggregazione del comune di Caslino a quello di Lomazzo, oltre all'incorporamento del comune di Cassina Rizzardi all'interno di quello di Cadorago. Cinque anni più tardi, una nuova compartimentazione decretò l'abrogazione dell'aggregazione di Cassina Rizzardi al comune di Cadorago, nel quale invece confluì quello di Bulgorello. 
Sia le decisioni del 1807 sia quelle del 1812 furono tuttavia abrogate in seguito alla caduta di Napoleone e al conseguente passaggio della Lombardia nelle mani degli austro-ungarici, che ricostituirono i comuni autonomi di Bulgorello e Caslino all'interno della provincia di Como del Regno Lombardo-Veneto.
I comuni di Bulgorello e di Caslino al Piano furono aggregati al comune di Cadorago nel 1928.
Dagli anni 1980 a oggi, Cadorago ha conosciuto la triste piaga della 'ndrangheta.

### Simboli
Lo stemma e il gonfalone sono stati concessi con decreto del presidente della Repubblica del 9 febbraio 1989.
Stemma
Il comune di Cadorago presenta uno stemma tripartito: nella prima parte, tinta di rosso, si trova una stella d'oro a otto punte; nella seconda parte, tinta d'argento e collocata a destra rispetto della prima, è collocato un albero di gelso a ricordare quella che era coltivazione più importante del territorio, accompagnata dall'attività dell'allevamento del baco da seta; la terza parte ospita la facciata della chiesa di San Martino su una pianura verde con, sullo sfondo, un cielo azzurro.
Gonfalone
Il gonfalone del comune consiste in un drappo partito di bianco e di rosso, decorato da ricami argentei, caricato dello stemma e recante un'iscrizione, pure in argento, della denominazione comunale. Sia i cordoni sia le parti metalliche sono argentati, mentre un velluto nei colori del drappo alternati con bullette argentate poste a spirale ricopre l'asta verticale. Lo stemma comunale è riportato all'interno della freccia, mentre il gambo riporta un'incisione del nome del comune. Nastri nei tre colori nazionali e dotati di frange d'argento ornano la cravatta.

## Monumenti e luoghi d'interesse

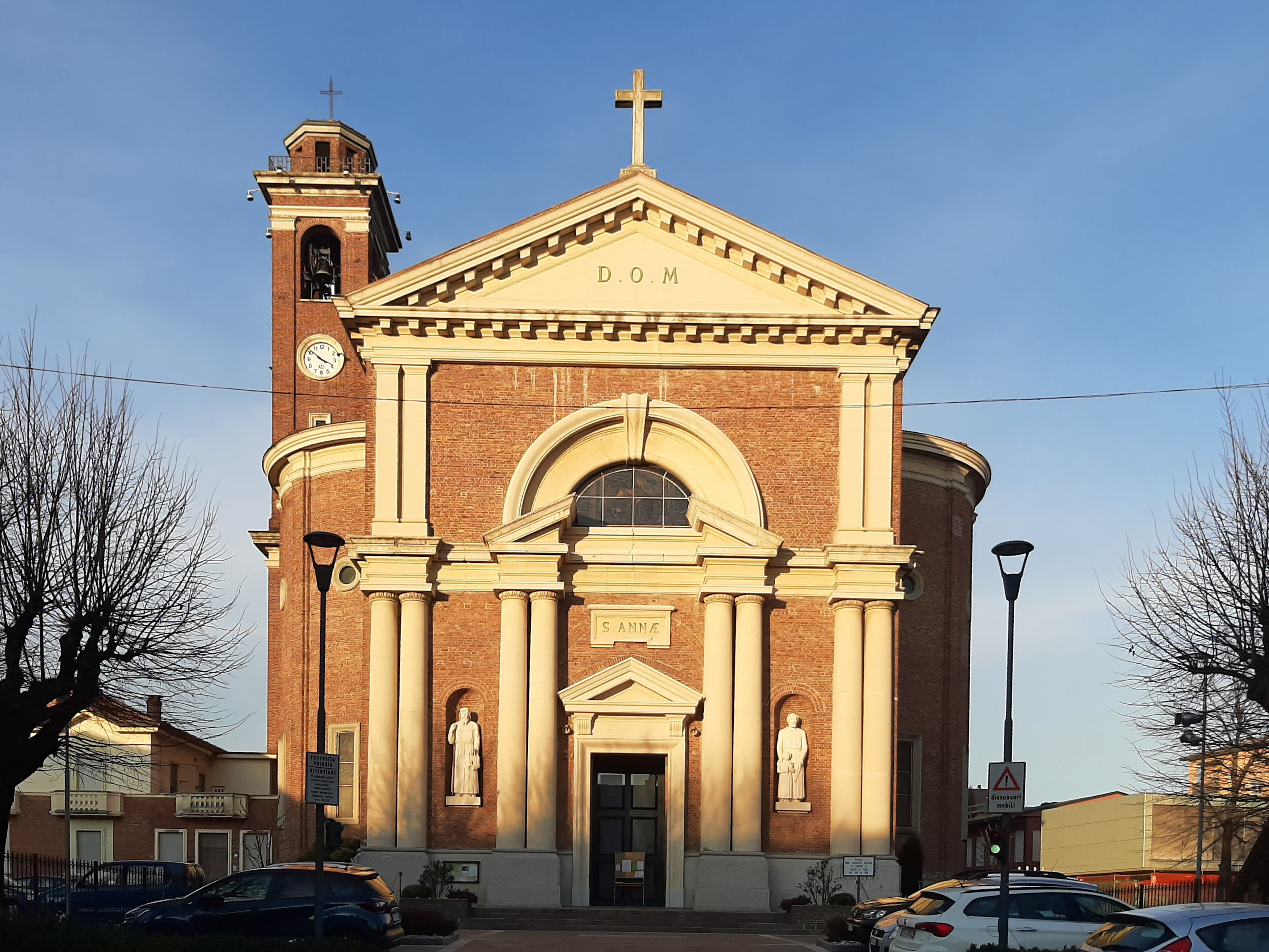
Il Santuario di Sant'Anna

### Architetture religiose
- Chiesa di San Martino (XIX secolo)[21], costruita sulla base di una chiesa precedente - forse del XIV secolo.[5] All'interno conserva una serie di dipinti su San Martino realizzati da Giovanni Valtorta.[5]
- Cappella dedicata ai morti di peste, eretta nel luogo del Lazzaretto; la cappella è stata ristrutturata negli anni ottanta del Novecento.[5]
- Chiesa di Santa Maria Bambina, con facciata in stile neoclassico.[22]

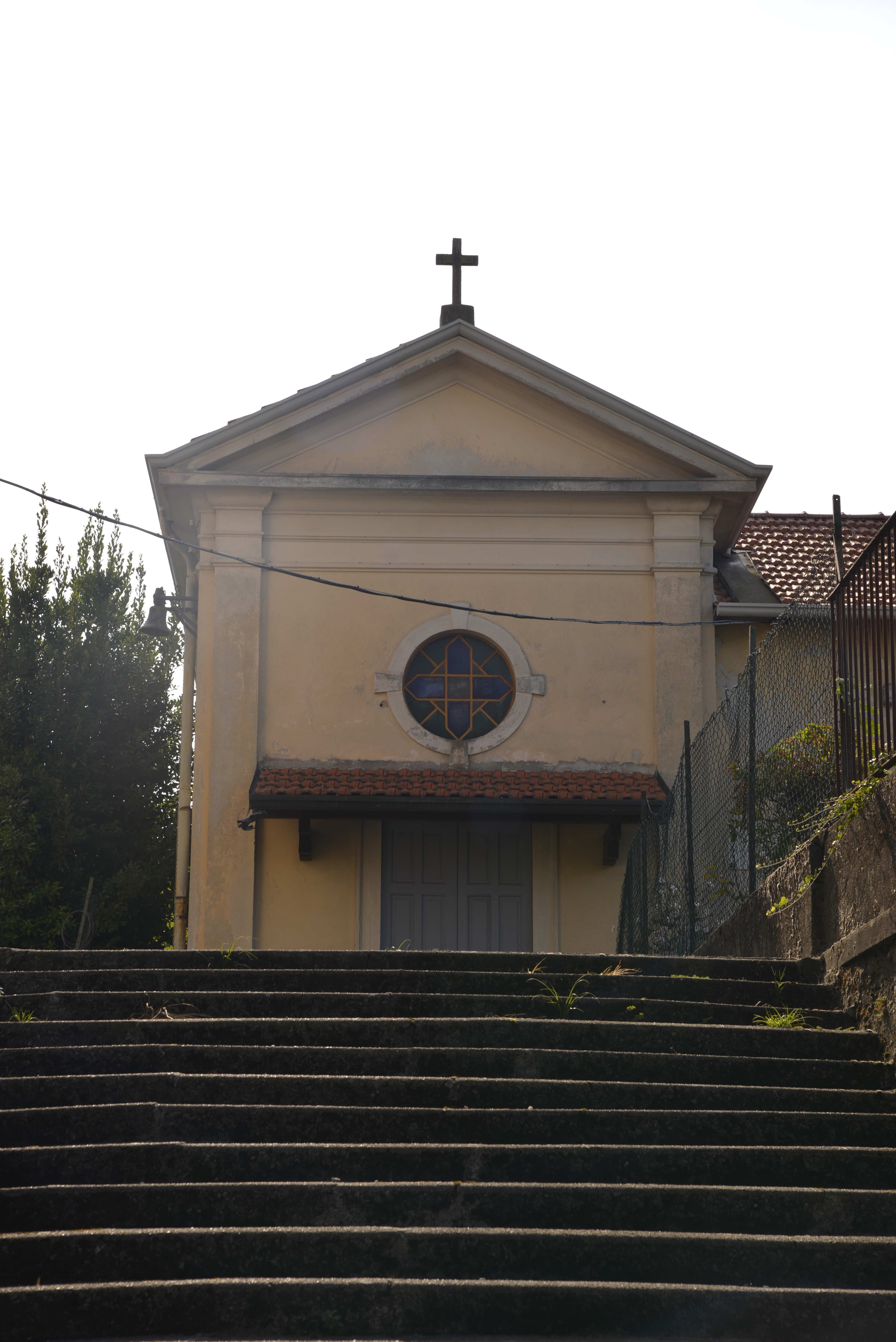
Chiesa di Santa Maria Bambina

- Chiesa dei Santi Giacomo e Filippo (XVII secolo)[23]
- Oratorio di San Rocco (XVII secolo)[24]
- Cappella campestre detta Gesiö[25]

- Chiesa di Sant'Anna (XX secolo)[26], a Caslino

### Architetture civili

#### Villa Marinotti
Collocata all'interno di un ampio parco e in posizione dominante sulla valle del Lura, Villa Marinotti (1926) è un edificio in stile eclettico. Eretta su una pianta a forma di "H", la villa si presenta con una facciata al cui centro trova posto una loggia a tre archi a sesto ribassato. Sopra la loggia è un corpo di fabbrica sopraelevato la cui parte superiore richiama alcuni stilemi tipici del Rinascimento.

#### Altro
- Cascina Sant'Angelo, a Bulgorello[29]
- Villa Buffoni, a Caslino al Piano[30]

## Società

### Evoluzione demografica
Prima dell'unità d'Italia
- 1751: 620 abitanti a Cadorago,[7] 275 a Caslino[8] e 280 a Bulgorello[9]
- 1771: 646 abitanti a Cadorago[31]
- 1799: 820 abitanti a Cadorago[11], 290 a Caslino[10] e 300 a Bulgorello[12]
- 1805: 826 abitanti a Cadorago[11], 338 a Caslino[10] e 357 a Bulgorello[12]
- 1853: 1 263 abitanti a Cadorago[32], 390 a Caslino[13] e 572 a Bulgorello[14]

Prima dell'unità d'Italia
Abitanti censiti

## Cultura

### Museo a cielo aperto
Il comune di Cadorago vanta la grande tradizione artistica di Murarte 90, una galleria d'arte a cielo aperto. 
Murarte 90 nasce come celebrazione del ventennale del premio di pittura "Lario-Cadorago", svoltosi in quattordici edizioni dal 1968 al 1988. Per le vie di Cadorago si possono ammirare più di trecento opere eseguite da artisti nazionali e internazionali, che spaziano dalla pittura alla scultura alla ceramica; in particolare, le opere pittoriche abbracciano differenti tecniche di esecuzione comprendenti affresco, graffito, acrilico, ecc.
Le opere sono eseguite direttamente sulle superfici murali oppure su pannelli di silicato di calcio, successivamente applicate ai muri degli edifici. L'iniziativa è in continua espansione e aggiornamento e nuove opere sono periodicamente aggiunte ai muri delle vie.

### Associazioni culturali
Il Corpo Musicale di Cadorago nel 2012 ha celebrato trenta anni di attività ininterrotta. Per celebrare al meglio l'evento ha organizzato un concerto del Michel Godard Trio composto da Michel Godard alla tuba e al serpentone, Linda Bsiri alla voce e Francesco D'Auria alle percussioni. Il trio ha dato vita a un concerto molto particolare nel quale le sonorità della banda si sono fuse con quelle dei canti tradizionali e del jazz ottenendo così sonorità molto ricercate, arricchite dall'entusiasmo dei giovani componenti dell'organico.
Oggi il Corpo Musicale, in costante sinergia con l'indirizzo musicale dell'Istituto Comprensivo di Cadorago e Guanzate, può contare su di un organico composto da quarantacinque giovani elementi di età media inferiore ai diciotto anni. Dal 2004 il direttore artistico è il maestro Franco Arrigoni.

## Geografia antropica

### Frazioni

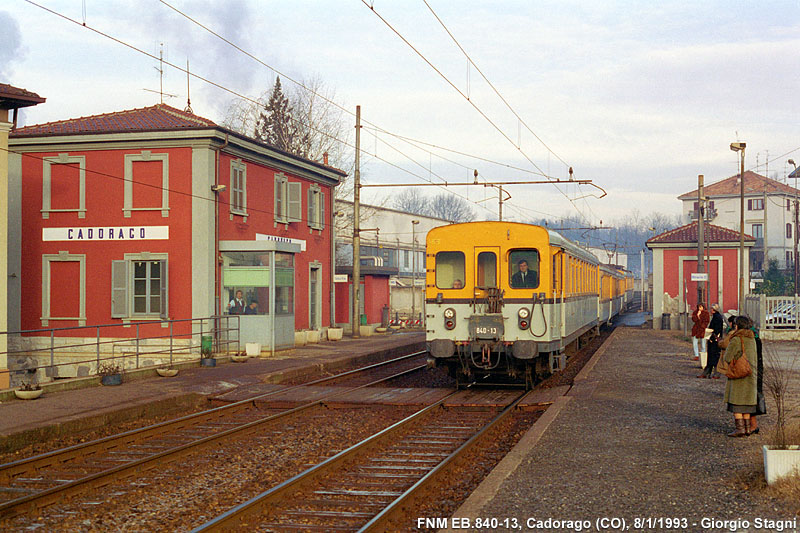
Stazione ferroviaria di Cadorago

- Bulgorello.
- Caslino al Piano.Stazione ferroviaria di Cadorago

## Infrastrutture e trasporti
Cadorago è servita da due stazioni ferroviarie, ovvero Cadorago e Caslino al Piano, quest'ultima situata nell'omonima frazione: entrambe sono poste sulla linea Saronno-Como, attivata nel 1878 come trasformazione della preesistente tranvia Como-Fino-Saronno; tale impianto è servito da treni regionali svolti da Trenord nell'ambito del contratto di servizio stipulato con la Regione Lombardia.

## Amministrazione
| Periodo        | Periodo        | Primo cittadino | Partito                                                  | Carica  | Note   |
| -------------- | -------------- | --------------- | -------------------------------------------------------- | ------- | ------ |
| 26 maggio 2014 | 26 maggio 2019 | Paolo Clerici   | Lista civica Vivere                                      | Sindaco | [ 36 ] |
| 26 maggio 2019 | 9 giugno 2024  | Paolo Clerici   | Lista civica Vivere - Lega Salvini                       | Sindaco | [ 36 ] |
| 9 giugno 2024  | in carica      | Paolo Clerici   | Lista civica Vivi Cadorago - Lega Salvini - Noi Moderati | Sindaco | [ 36 ] |

## Sport
Sono presenti squadre di calcio, basket, pallavolo e ciclismo.

### Esplicative
1. ↑  Per il dialetto comasco, si utilizza l'ortografia ticinese, introdotta a partire dal 1969 dall'associazione culturale Famiglia Comasca nei vocabolari, nei documenti e nella produzione letteraria.

### Bibliografiche
1. 1 2   Bilancio demografico mensile anno 2025 (dati provvisori), su demo.istat.it, ISTAT.
2. ↑   Classificazione sismica (XLS), su rischi.protezionecivile.gov.it.
3. ↑   Tabella dei gradi/giorno dei Comuni italiani raggruppati per Regione e Provincia (PDF), in Legge 26 agosto 1993, n. 412, allegato A, Agenzia nazionale per le nuove tecnologie, l'energia e lo sviluppo economico sostenibile, 1º marzo 2011,  p. 151. URL consultato il 25 aprile 2012 (archiviato dall'url originale il 1º gennaio 2017).
4. ↑   AA. VV., Dizionario di toponomastica. Storia e significato dei nomi geografici italiani., Milano, Garzanti, 1996,  p. 112, ISBN 88-11-30500-4.
5. 1 2 3 4 5 6 7 8 9 10  Borghese, pp. 120-121.
6. ↑  R. Matasović, Etymological dictionary of proto-Celtic, Leiden-Brill, 2009.
7. 1 2   Comune di Cadorago, sec. XIV - 1757 – Istituzioni storiche – Lombardia Beni Culturali, su lombardiabeniculturali.it. URL consultato il 28 aprile 2020.
8. 1 2 3   Comune di Caslino, sec. XIV - 1757 – Istituzioni storiche – Lombardia Beni Culturali, su lombardiabeniculturali.it. URL consultato il 28 aprile 2020.
9. 1 2   Comune di Bulgorello, sec. XIV - 1757 – Istituzioni storiche – Lombardia Beni Culturali, su lombardiabeniculturali.it. URL consultato il 28 aprile 2020.
10. 1 2 3   Comune di Caslino, 1798 - 1809 – Istituzioni storiche – Lombardia Beni Culturali, su lombardiabeniculturali.it. URL consultato il 28 aprile 2020.
11. 1 2 3 4   Comune di Cadorago, 1798 - 1815 – Istituzioni storiche – Lombardia Beni Culturali, su lombardiabeniculturali.it. URL consultato il 28 aprile 2020.
12. 1 2 3   Comune di Bulgorello, 1798 - 1812 – Istituzioni storiche – Lombardia Beni Culturali, su lombardiabeniculturali.it. URL consultato il 28 aprile 2020.
13. 1 2   Comune di Caslino, 1816 - 1859 – Istituzioni storiche – Lombardia Beni Culturali, su lombardiabeniculturali.it. URL consultato il 28 aprile 2020.
14. 1 2   Comune di Bulgorello, 1816 - 1859 – Istituzioni storiche – Lombardia Beni Culturali, su lombardiabeniculturali.it. URL consultato il 28 aprile 2020.
15. ↑  Regio decreto 26 aprile 1928, n. 1062, in materia di "Riunione dei comuni di Bulgorello, Cadorago e Caslino al Piano in un unico Comune con capoluogo Cadorago."
16. ↑  'Ndrine al nord, il capo dei vigili abdica ai boss: "Aria pesante non si lavora sereni" - Il Fatto Quotidiano
17. ↑   Cadorago, su Archivio Centrale dello Stato. URL consultato il 22 ottobre 2022.
18. ↑   Presidenza della Repubblica, D.P.R. di concessione del 9 febbraio 1990 (PDF).
19. ↑   Cadorago, su Stemmi dei Comuni della Provincia di Como.
20. 1 2   Comune di Cadorago, su comune.cadorago.co.it. URL consultato il 28 aprile 2020.
21. ↑   Chiesa di S. Martino - complesso, Piazza Don Antonio Casnati - Cadorago (CO), su Architetture – Lombardia Beni Culturali. URL consultato il 28 aprile 2020.
22. ↑   Chiese minori di Cadorago, su UPEL Italia. URL consultato il 30 settembre 2024.
23. ↑   Chiesa dei SS. Giacomo e Filippo - complesso, Via Monte Rosa - Cadorago (CO), su Architetture – Lombardia Beni Culturali. URL consultato il 28 aprile 2020.
24. ↑   Oratorio di S. Rocco, Via G. B. Borgonovo - Cadorago (CO), su Architetture – Lombardia Beni Culturali. URL consultato il 28 aprile 2020.
25. ↑   Comune di Cadorago, su comune.cadorago.co.it. URL consultato il 28 aprile 2020.
26. ↑   Chiesa di S. Anna - complesso, Largo V Alpini - Cadorago (CO), su Architetture – Lombardia Beni Culturali. URL consultato il 28 aprile 2020.
27. ↑   Villa Marinotti - complesso, Via F. Marinotti, 41,39 (P) - Cadorago (CO) – Architetture – Lombardia Beni Culturali, su lombardiabeniculturali.it. URL consultato il 28 aprile 2020.
28. 1 2 3 4  Langè, p. 248.
29. ↑   Cascina S. Angelo, Via Provinciale per Bregnano - Cadorago (CO) – Architetture – Lombardia Beni Culturali, su lombardiabeniculturali.it. URL consultato il 28 aprile 2020.
30. ↑   Comune di Cadorago, su comune.cadorago.co.it. URL consultato il 28 aprile 2020.
31. ↑   Comune di Cadorago, 1757 - 1797 – Istituzioni storiche – Lombardia Beni Culturali, su lombardiabeniculturali.it. URL consultato il 28 aprile 2020.
32. ↑   Comune di Cadorago, 1816 - 1859 – Istituzioni storiche – Lombardia Beni Culturali, su lombardiabeniculturali.it. URL consultato il 28 aprile 2020.
33. ↑  Dati tratti da:
  -  Popolazione residente dei comuni. Censimenti dal 1861 al 1991 (PDF), su ebiblio.istat.it, ISTAT.
  -  Popolazione residente per territorio – serie storica, su esploradati.censimentopopolazione.istat.it.
Nota bene: il dato del 2021 si riferisce al dato del censimento permanente al 31 dicembre di quell'anno.
34. ↑   Comune di Cadorago, su comune.cadorago.co.it. URL consultato il 28 aprile 2020.
35. ↑  Giovanni Cornolò, Cento anni di storia... delle Ferrovie Nord Milano, Globo edizioni, Trento, 1979.
36. 1 2 3   Anagrafe degli amministratori locali e regionali, su amministratori.interno.gov.it. URL consultato il 13 maggio 2023.